# Wolfgang Kubicki
Wolfgang Kubicki, né le 3 mars 1952 à Brunswick, est un homme politique allemand, membre du Parti libéral-démocrate (FDP). Il est vice-président du Bundestag depuis 2017 et vice-président fédéral de son parti depuis 2013. Il a été président du groupe parlementaire FDP au Landtag du Schleswig-Holstein de 1996 à 2017.

## Biographie

### Jeunesse et ascension
En 1970, il passe son Abitur à Brunswick et s'inscrit au FDP un an plus tard. Ayant réussi son examen d'enseignant en économie à l'université Christian Albrecht de Kiel en 1975, il commence à travailler en 1976 dans le conseil de gestion. Cette même année, il intègre le comité directeur du FDP dans le Schleswig-Holstein.
Engagé en 1978 dans un bureau de conseil en droit fiscal, il est recruté deux ans plus tard comme attaché scientifique du groupe libéral au Landtag. Il passe son premier diplôme juridique d'État en 1982, réussit le second trois ans plus tard et devient alors avocat en droit des sociétés.

### À la tête du FDP du Schleswig-Holstein
Après avoir été choisi comme président du parti dans l'arrondissement de Rendsburg-Eckernförde en 1987, il est désigné vice-président régional en 1988. En septembre 1989, il est élu président régional du Parti libéral-démocrate. À cette époque, le parti ne dispose plus de représentation parlementaire. Environ un an plus tard, il est élu député fédéral au Bundestag lors des élections fédérales du 2 décembre 1990.
Chef de file aux élections régionales du 5 avril 1992, il permet à sa formation de remporter 5,6 % des suffrages et de revenir au Landtag. Il est ensuite élu, le 5 mai, président du groupe parlementaire, qui compte 5 députés sur 89. Il démissionne alors du Bundestag.

### Mise en retrait
Il démissionne de l'ensemble de ses fonctions en août 1993, après sa mise en cause dans « l'affaire de la décharge Schöneberg ». Dans cette affaire, il aurait reçu 800 000 Deutsche Mark pour avoir conseillé au gouvernement du Land de Mecklembourg-Poméranie-Occidentale de privatiser la gestion d'une décharge, en n'informant pas les autorités sur la réalité des risques environnementaux. Ainsi, non seulement la privatisation aurait profité à un de ses amis, Adolf Hilmer, qui en aurait retiré un profit substantiel, mais la société publique aurait évité de peu la faillite pour respecter les exigences environnementales.
Jürgen Koppelin prend sa succession comme président régional du FDP, tandis que Ekkehard Klug devient président du groupe parlementaire. Lui-même, cependant, conserve son mandat de député régional.
Finalement, la Cour fédérale rendra un jugement favorable à Kubicki dans l'affaire de la décharge Schöneberg.

### Retour au premier plan
À la suite des élections régionales du 24 mars 1996, il retrouve ses responsabilités de président de groupe, qui compte désormais 4 députés sur 75. L'année suivante, il réintègre le comité directeur fédéral du parti.
Pour les élections régionales du 27 février 2000, il est de nouveau chef de file du FDP et remporte 7,6 % des suffrages exprimés et 7 députés sur 89, soit le meilleur score depuis 1962. Il conduit, deux ans plus tard, la liste libérale pour les élections fédérales du 22 septembre 2002. Bien qu'élu député fédéral, il renonce à siéger au Bundestag le 9 décembre pour se consacrer à son mandat régional.
De nouveau chef de file à l'occasion des élections régionales du 20 février 2005, le FDP recule à 6,6 % des voix, soit 4 députés sur 69. Il conserve alors la présidence du groupe libéral, devenant le chef de l'opposition à la suite de la formation d'une grande coalition par le chrétien-démocrate Peter Harry Carstensen. C'est la première fois depuis 1947 que l'opposition n'est pas majoritairement formée par l'un des deux grands partis allemands dans ce Land.

### Cadre national du FDP
Lorsque la rupture de l'alliance au pouvoir entraîne des élections régionales anticipées le 27 septembre 2009, il mène une nouvelle fois la campagne des libéraux-démocrates. Avec un score de 14,9 % des suffrages, le FDP remporte 14 députés sur 95 au Landtag et permet à Carstensen, vainqueur du scrutin, de constituer une coalition noire-jaune.
L'invalidation de la loi électorale conduit, de nouveau, à la convocation d'élections régionales anticipées le 6 mai 2012. Chef de la campagne du FDP pour la cinquième fois en six élections, il parvient à faire remonter son parti dans les sondages. Alors que celui-ci était à seulement 2 % d'intentions de vote le 5 mars 2012, il remporte finalement 8,2 % des voix et 6 députés sur 69.
À l'occasion d'un congrès fédéral du Parti libéral-démocrate organisé en mars 2013, il fait son entrée à la présidence fédérale, sous la direction de Philipp Rösler. Le 7 décembre suivant, au cours du congrès extraordinaire qui suit la déroute du parti aux élections fédérales du 22 septembre, il est élu vice-président fédéral, sous l'autorité du très jeune Christian Lindner.